# Gaël Chocheyras
Gaël Chocheyras (Niza, 9 de abril de 1995) es un deportista francés que compitió en remo.
Ganó una medalla de plata en el Campeonato Mundial de Remo de 2015, en la prueba de ocho con timonel ligero. Además, obtuvo una medalla de plata en el Campeonato Mundial de Remo de Mar de 2018.

## Palmarés internacional
| Campeonato Mundial | Campeonato Mundial     | Campeonato Mundial | Campeonato Mundial      |
| Año                | Lugar                  | Medalla            | Prueba                  |
| ------------------ | ---------------------- | ------------------ | ----------------------- |
| 2015               | Aiguebelette (Francia) | Medalla de plata   | Ocho con timonel ligero |